# دی‌کوافوسول
دی‌کوافوسول (به انگلیسی: Diquafosol) یک ترکیب شیمیایی با شناسه پاب‌کم ۱۴۸۱۹۷ است. 